# Funkensalmler
Der Funkensalmler, Feuertetra oder Feuersalmler (Hyphessobrycon amandae, Syn.: Hemigrammus amandae) ist ein kleinbleibender Süßwasserzierfisch aus der Salmlerfamilie Acestrorhamphidae.

## Merkmale
Der Funkensalmler erreicht eine maximale Gesamtlänge von nur etwa 1,7 bis 2 Zentimeter. Die Männchen werden etwa 1,5 Zentimeter groß, die Weibchen 1,8 Zentimeter. Sein Körper ist durchscheinend, die Wirbelsäule deutlich sichtbar. Kopf, Bauch, Rücken- und Schwanzflosse sind von rötlicher Farbe. Die Augen wirken groß im Verhältnis zum Körper, das Maul ist endständig. Das Männchen bleibt kleiner und schlanker als das fülliger wirkende und in der Farbgebung nur gering zurückstehende Weibchen. Der Funkensalmler ist ein Schwarmfisch.

## Ökologie

### Vorkommen
Er lebt in den Überschwemmungszonen des Rio Araguaia, dessen Zuflüssen Rio das Mortes und Rio Garças sowie deren Nebenflüsse in Mato Grosso, Brasilien, die typischerweise blau-grünes, trübes Weißwasser besitzen. Die Gewässer dort weisen folgende Wasserwerte auf:
- einen pH-Wert von 4,5 bis 6,5
- eine Leitfähigkeit von etwa 17 µS/cm
- einen GH-Wert von 1° bis 8 °dH
- eine Temperatur von 24 bis 28 °C.

### Fortpflanzung
Der Funkensalmler vollzieht vermutlich wie bei Salmlern üblich seine Fortpflanzung während der Regenzeit oder ist von dieser abhängig. Genaue Berichte hierzu sind bisher nicht bekannt und beziehen sich auf Angaben unter aquaristischen Gesichtspunkten. Er ist aber sicherlich ein Freilaicher, der seine Eier in dichten und feingliedrigen Pflanzen ablegt.